# Pachylophus beckeri
Pachylophus beckeri är en tvåvingeart som beskrevs av Charles Howard Curran 1928. Pachylophus beckeri ingår i släktet Pachylophus och familjen fritflugor. Inga underarter finns listade i Catalogue of Life.